# Opération Vegetarian

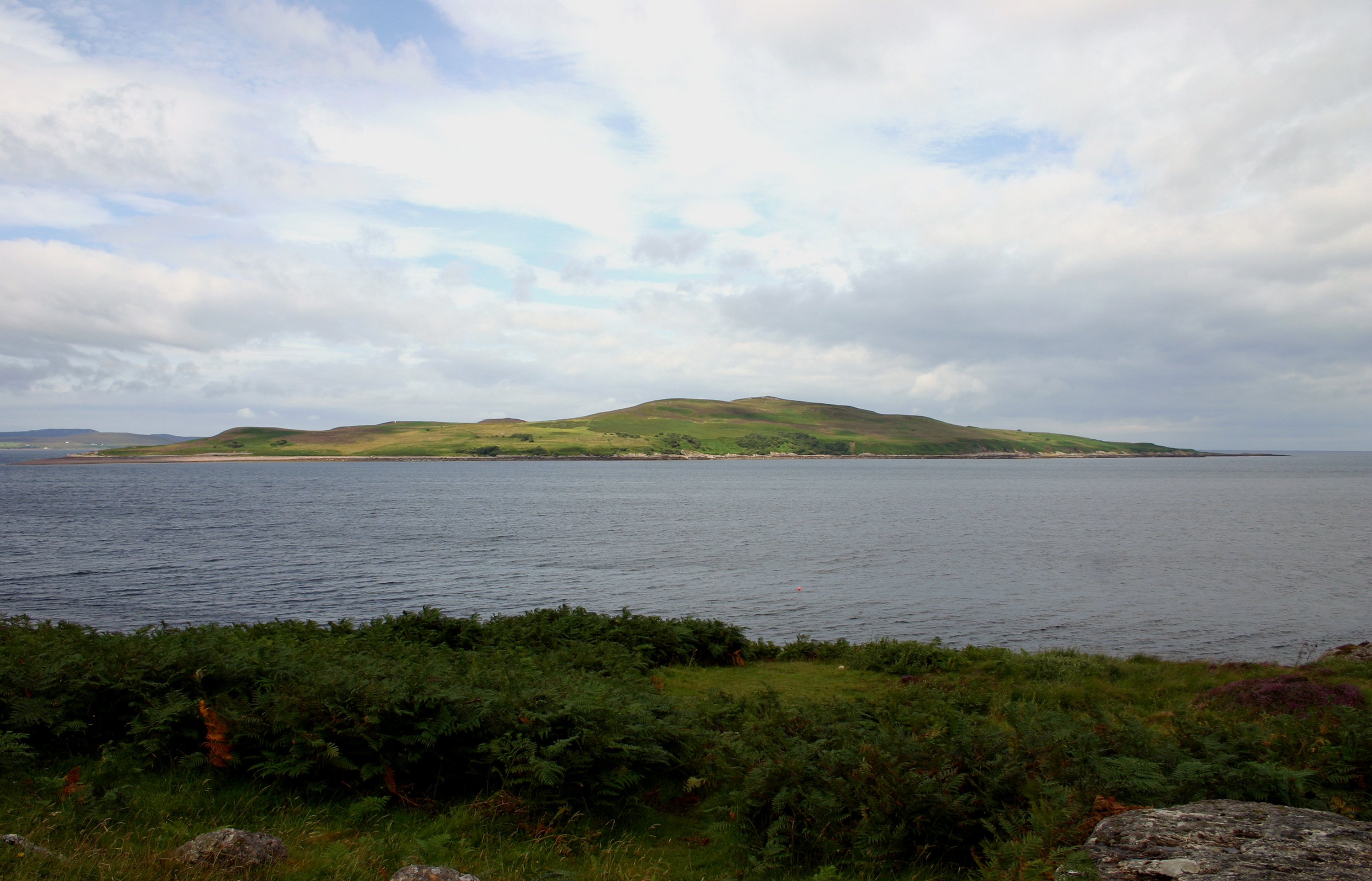
L'île Gruinard qui servit de site de test pour l'opération.

L'opération Vegetarian en français : « opération Végétarien » est une proposition d'opération militaire britannique lancée en 1942, visant à disséminer des tourteaux de lin infectés par le bacille du charbon sur les prés allemands. Ces tourteaux devaient être ingérés par le bétail, puis lui-même consommé par la population civile et militaire. Cette nourriture infectée devait être à l'origine d'une épidémie d'anthrax causant la mort de millions d'Allemands, et les survivants auraient dû faire face à des restrictions alimentaires terribles, le charbon ayant décimé les troupeaux.
Les tourteaux ont été testés sur l'île Gruinard, au large des côtes écossaises. La contamination à grande échelle qui s'ensuivit contraint les autorités à maintenir la quarantaine sur l'île jusqu'en 1990. Les cinq millions de tourteaux qui avaient été préparés pour être largués sur l'Allemagne ont été incinérés peu après la fin de la Seconde Guerre mondiale.